# 許存仁
許存仁，名元，金华人。明朝初期政治人物。
其父亲为許謙，朱元璋在攻克金华后，访问許存仁，与其谈吐后大悦。之后任命其教育朱元璋等人孩子，后升任國子博士，曾命其讲解《尚書·洪範》。当问及《孟子》什么部分最重要，許存仁答复道，以“行王道、省刑、薄賦”。之后升任祭酒。許存仁在朱元璋左右服侍十年，对古代故事及人才选退，无不交谈。当朱元璋即位时，許存仁告辞回乡。司業劉丞直言道：“皇上刚顺应天道即位，您应当等候片刻。”許存仁不听，果然引起朱元璋大怒；恰逢僉事程孔昭弹劾其隐瞒事情，后许被逮捕，死于狱中。